# Кобыла (гора)
Кобы́ла (укр. Кобила) — гора в Украинских Карпатах в пределах Раховского района Закарпатской области.
Высота 1177 м над уровнем моря. Западные, южные и восточные склоны горы очень крутые, только северный склон переходит в пологую перемычку, которая продолжается хребтом, простирается на север до массива Свидовец. Склоны горы залеснены, вершина безлесая (горная).
У подножия горы лежат пгт Кобылецкая Поляна (северо-запад) и село Косовская Поляна (юго-восток). К югу от вершины расположен Кобылецкий перевал.

## Легенда
В посёлке Кобылецкая Поляна существует легенда о его основателях. Рассказывается о том, что село назвали в честь лошади, которая в бытность повстанцев в этой местности пошла на вершину горы с четырьмя мешками золота. Мимо проходили венгры, которые в то время воевали с повстанцами. Повстанцы погибли, а кобыла зашла в пещеру с мешками золота и больше не возвращалась.
С тех пор село называется Кобылецкая Поляна, а гора называется Кобылой.

## Туризм
В окрестностях горы размещены гостиницы и туристические базы, построена канатная дорога бугельного типа длиной 500 м.
Ежемесячно на гору поднимаются 20—30 (иногда до 100) туристов. На горе построен маленький домик для туристов и пастухов и овцеводов. На горе ещё остались здания со времен Второй мировой войны, которые уже начинают разрушаться. Например: дом солдат и полуразрушенный штаб украинских партизан в самом конце вершины.

## Галерея

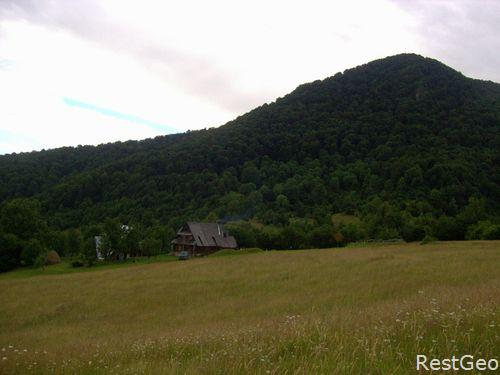
Вид на Кобылу с Кобылецкого перевала
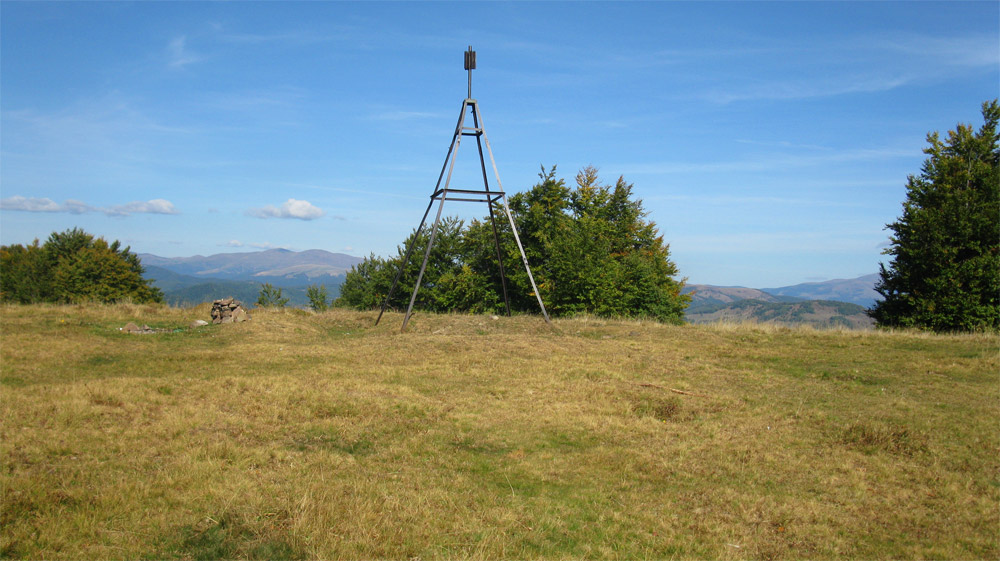
На вершине горы